# Hendrik Warner
Hendrik Warner (* 22. Februar 2002 in Berlin) ist ein deutscher Basketballspieler.

## Laufbahn
Warner spielte im Jugendalter zunächst Fußball auf der Position des Torhüters. Als Basketballspieler wechselte er im Alter von 14 Jahren innerhalb seiner Heimatstadt vom VfL Lichtenrade zu Alba Berlin. Mit der U16-Mannschaft der Berliner gewann er 2017 und 2018 die deutsche Meisterschaft. Er spielte für die zweite Herrenmannschaft von Alba Berlin in der Regionalliga sowie 2020/21 ebenfalls dank eines Zweitspielrechts für den Drittligisten SSV Lokomotive Bernau. Im Frühjahr 2021 schloss er am Schul- und Leistungssportszentrum Berlin seine Schulbildung mit dem Abitur ab. Im Sommer 2021 wurde Warner vom Bundesligisten Mitteldeutscher BC verpflichtet und erhielt ebenfalls ein Zweitspielrecht für den Drittligisten Bitterfeld-Sandersdorf-Wolfen. In der Basketball-Bundesliga wurde er von MBC-Trainer Igor Jovović erstmals im November 2021 eingesetzt, als er mit der Mannschaft auf Alba Berlin traf.
2024 verließ Warner den MBC und ging zum Zweitligisten Eisbären Bremerhaven.

### Nationalmannschaft
2015 wurde der Deutsche Basketball Bund im Rahmen einer Nachwuchssichtung auf Warner aufmerksam. Er bestritt im U15-Alter erste Länderspiele, später stand er auch in der U16-Nationalmannschaft.